# Arctosa rubicunda
Arctosa rubicunda là một loài nhện trong họ Lycosidae.
Loài này thuộc chi Arctosa. Arctosa rubicunda được Eugen von Keyserling miêu tả năm 1877.